# 金屬繩索

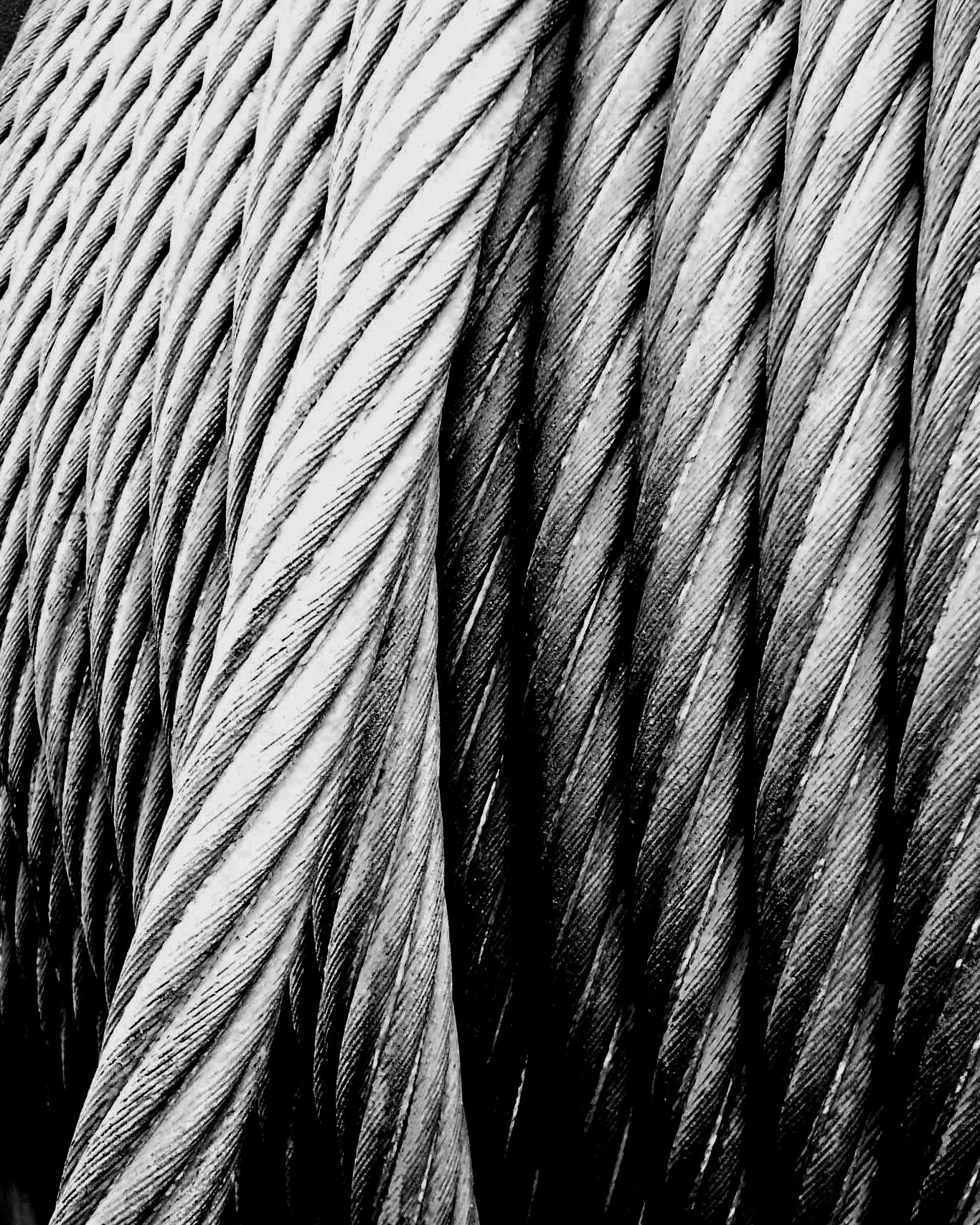

金屬繩索（Wire rope），由數條金屬線旋紐而成的繩索。直徑較大的金屬繩索可以由數條直徑較小的繩索旋紐而成。金屬繩索最初以熟鐵製作，及後普遍改用鋼材。它是1830年代的發明，用於起重機及電梯中，作動態提升的一個零部件，亦用於懸索橋及帆船或桅杆的拉線，作靜態重量的支撐。

## 歷史
現代的金屬繩索由德國採礦工程師威廉·阿爾伯特於1831至34年間發明，用於德國下薩克森州哈茨山礦洞之中。金屬繩索的屬性很快被認同，並廣泛取代了同樣用來拉扯重物的鎖鏈。

## 外部連結
- Types and construction of wire rope strand and cable （页面存档备份，存于）
- U.S. Navy Technical Manual for Wire and Fiber Rope （页面存档备份，存于）
- Modern history of wire rope （页面存档备份，存于）
- Handbook of Oceanographic Winch, Wire and Cable Technology  （页面存档备份，存于）
- US Federal Specification RR-W-410 for Wire Rope and Strand （页面存档备份，存于）